# Quantum Electronics Award
Der Quantum Electronics Award der IEEE (IEEE Photonics Society) ist ein seit 1978 jährlich vergebener Preis in Laserforschung (Quantenelektronik).

## Preisträger
Jeweils mit offizieller Würdigung
- 1978 A. Gardner Fox in Würdigung herausragender Beiträge zur Theorie und Anwendung von Ferrit, nicht-reziproker und parametrischer Elemente und Laserresonatormoden und Laserresonatoren
- 1979 Elias Snitzer für die Erfindung und Demonstration des ersten Glasfaserlasers, Glasfaseroptik und Beiträge zu optischen Glasfasern.
- 1980 Amnon Yariv in Würdigung seiner Pionierbeiträge zu Lasern und Elektrooptik
- 1981 Dietrich Marcuse für seine theoretischen Beiträge die zum grundlegenden Verständnis des praktischen Entwurfs optischer dielektrischer Wellenleiter verhalfen
- 1982 Yasuharu Suematsu für technische Beiträge und Lehre auf dem Gebiet der optischen Nachrichtentechnik, einschließlich Halbleiterlasern, Glasfasern und integrierter Optik
- 1983 Ivan Kaminow für seine Beiträge zur Elektro-Optik, Wellenleiterelementen, optischen Glasfasern und Halbleiterlasern
- 1984 Hermann A. Haus für seine Beiträge zur optischen Wellenleiterelementen und Modenkopplung bei Lasern
- 1985 Robert Hellwarth für fundamentale Beiträge zu Lasern, Ramanstreuung und nichtlineare optische Prozesse
- 1986 Peter Smith für Pionierarbeiten zu Wellenleitergaslasern (Waveguide Gas Lasers), frequenzstabilisierte Laser, bistabile optische Elemente und für das Verständnis der fundamentalen Grenzen nichtlinearer optischer Schaltelemente
- 1987 Arthur Ashkin für seine grundlegende experimentelle und theoretische Arbeit, die das weltweite Studium des Strahlungsdrucks von Lasern initiierte, und für seine fortgesetzten herausragenden Beiträge zu diesem Forschungsfeld.
- 1988 William B. Bridges für Beiträge zur Entwicklung des Argon-, Krypton- und Xenon-Ionenlasers.
- 1989 Anthony Siegman für seine zahlreichen Beiträge zur Quantenelektronik, einschließlich seiner Erfindung des instabilen optischen Resonators und Beiträge zur Theorie der Modenkopplung in Lasern
- 1990 David H. Auston für Pionierbeiträge und grundlegende Arbeiten auf dem Gebiet der Pikosekunden-Optoelektronik und ultraschneller optischer Phänomene
- 1991 Herwig Kogelnik für fundamentale Beiträge und seine technisch führende Rolle in der Quantenelektronik und optischen Nachrichtentechnik
- 1992 Joseph E. Geusic, LeGrand Van Uitert für ihre Erfindung und Entwicklung des nd:YAG-Lasers.
- 1993 Frederick Leonberger für seine Pionierbeiträge zur Entwicklung einer Reihe neuer photonischer Elemente und ihre Anwendung in wichtigen Funktionen der Signalverarbeitung
- 1994 Stephen E. Harris für Pionierbeiträge zur Quantenelektronik einschließlich der Erfindung des FM-Lasers, Methoden der Erzeugung von UV- und Röntgenstrahlung und Laser ohne Inversion (LWI)
- 1995 Daniel S. Chemla für seine grundlegenden Beiträge auf dem Gebiet der nichtlinearen Optik und zum Verständnis elektronischer Anregungen in lokalisierten Quantensystemen
- 1996 Robert L. Byer für grundlegende Erfindungen und Beiträge zu Festkörperlasern, optischen parametrischen Oszillatoren und nichtlinearer Optik
- 1997 Erich P. Ippen für Pionierarbeiten in ultraschneller Optik, optischer Diagnostik und neuartigen Modenkopplungsverfahren
- 1998 Rudolf Kazarinov für seine grundlegenden und weitreichenden theoretischen Beiträge zu Halbleiterlasern einschließlich des Doppel-Heterostruktur-Lasers (Double Heterostructure Laser), zu Distributed-Feedback-Lasern und Intersubbandlasern
- 1999 Akira Hasegawa für seine Beiträge zur Ableitung der Mastergleichung für Signalübertragung in Glasfasern, der Entdeckung optischer Solitonen und theoretische Entwicklungen zur Anwendung von Solitonen in allen optischen Hochgeschwindigkeitsnachrichtensystemen
- 2000 Yoshihisa Yamamoto für die Erfindung und erste Demonstration der Technik der Erzeugung von in der Amplitude gequetschtem Licht in Halbleitern
- 2001 Linn Mollenauer für grundlegende Beiträge zur Erzeugung, dem Verständnis und der Systemanwendung optischer Solitonen
- 2002 Shuji Nakamura für Pionierbeiträge zu Leuchtdioden mit blauem, grünem und weißem Licht und blauen Halbleiterlasern
- 2003 Marlan Scully für Beiträge zu den Grundlagen der Laserphysik, die neue Forschungsfelder eröffneten
- 2004 Gérard Mourou für Pionierbeiträge zu ultraschneller Optik einschließlich optischer Abtastung und Femtosekundenpulsen hoher Intensität
- 2005 Paul Corkum für Pionierbeiträge zur Entwicklung der Femtosekunden- und Attosekunden-Wissenschaft
- 2006  Ferenc Krausz für herausragende Beiträge zur Wissenschaft ultraschneller Prozesse und spezielle für die Erzeugung einzelner Attosekundenpulse
- 2007 Sajeev John für die Erfindung und Entwicklung lichteinfangender Kristalle (light-trapping crystals) und die Aufklärung ihrer Eigenschaften und Anwendungen
- 2008 Jeffrey H. Shapiro, Horace P. Yuen für Pionierbeiträge in der Theorie der Erzeugung, Beobachtung und Anwendung neuartiger Zustände des Lichts
- 2009 Ataç İmamoğlu für Beiträge zur Elektromagnetisch Induzierten Transparenz und auf Quantenpunkten basierter Informationsverarbeitung, die neue Forschungsfelder eröffneten
- 2010 Masataka Nakazawa für grundlegende Beiträge und seine Führungsrolle in der optischen Nachrichtenverarbeitung und bei Faserlasern durch die Erfindung Erbium-dotierter Glasfaserverstärker (EDFA)
- 2011 Andrew M. Weiner für grundlegende Beiträge zur ultraschnellen optischen Signalverarbeitung, einschließlich der Entwicklung der Technik der Erzeugung beliebiger Wellenformen ultrakurzer Pulse und ihrer Anwendung
- 2012 Govind P. Agrawal für fortgesetzte Beiträge zur optischen Nachrichtentechnik mit Glasfasern durch innovative Forschung und als Autor einer Reihe angesehener Lehrbücher
- 2013 Weng Chow, für Beiträge zur Theorie der Halbleiterlaser, speziell für die Implementierung und den Nachweis von Vielteilcheneffekten.
- 2014 Robert W. Boyd, für Beiträge zur nichtlinearen Optik, einschließlich „slow light“ bei Raumtemperatur und der nichtlinearen Optik zusammengesetzter Materialien.
- 2015 Richard M. Osgood, für grundlegende Beiträge zu neuartigen Lasersystemen, zur Laser-Oberflächen-Photochemie und zu integrierten linearen und nichtlinearen Si waveguides.
- 2016 David Villeneuve, für wesentliche Beiträge zur Entwicklung der Attosekunden-Physik und ihrer Anwendung in der Atom- und Molekülspektroskopie.
- 2017 Jia-Ming Liu, für bleibende Pionier-Beiträge zu ultraschnellen Laser-Materie Wechselwirkungen und nichtlinearer Dynamik von Lasern.
- 2018 James Roy Taylor, für wesentliche Beiträge zur Entwicklung ultrakurzer Laserpulse und ihre Anwendung auf nichtlineare Faseroptik, was zeitliche und spektrale Vielseitigkeit ermöglichte.
- 2019 Luigi A. Lugiato, für herausragende Beiträge zur Quantenelektronik, insbesondere die Lugiato-Lefever-Gleichung und ihre Wirkung auf Mikroresonator-Frequenzkämme
- 2020 Herbert Winful, als Pionier des Gebiets nichtlinearer optischer periodischer Strukturen und für grundlegende Beiträge zur nichtlinearen Dynamik von Halbleiterlaser-Anordnungen.
- 2021 Miles Padgett, für Pionierforschung über die Grundlagen und Anwendungen des optischen Drehimpulses.
- 2022 Fred A. Kish, für  wegweisende Beiträge zur Erfindung, Entwicklung und Kommerzialisierung photonischer integrierter Schaltungen.
- 2023 Hoi-Kwong Lo, for establishing the theoretical and experimental foundation for practical quantum cryptography and quantum network
- 2024 Alexey Gorshkov, for pioneering contributions to understanding, design, and control of interacting quantum systems, with applications including quantum computers, sensors, and networks
- 2025 Roberto Morandotti, for pioneering entanglement generation and the processing of complex quantum states in photonic devices and systems